# Mayangna
Die Mayangna (auch bekannt als Sumo oder Sumu) sind ein indigenes Volk in Mittelamerika. Ihre Sprache gehört zur Familie der Misumalpan. 
Die Mayangna sind an der Ostküste von Nicaragua und Honduras beheimatet, einer Region, die als Miskitoküste bekannt ist. 2010 lebten rund 27.000 Mayangna in Nicaragua. Insgesamt gibt es 36  Mayangna-Gemeinden, von denen fünf in Honduras liegen. Seit mehreren Jahrhunderten werden die Mayangna in ihren angestammten Gebieten von den Miskito verdrängt. Heute leben die Mayangna hauptsächlich im Gebiet des Biosphärenreservat Bosawás.